# Charles Camberoque
Charles Camberoque est un photographe français né à Carcassonne (Aude) le 22 novembre 1950 et résidant à Prades-le-Lez (Hérault).

## Biographie
Fils du peintre Jean Camberoque (1917-2001), Charles Camberoque est l'auteur de plusieurs livres de photographies et flms vidéos .
La revue des Cahiers de la Photographie a consacré un numéro spécial à l'œuvre de Charles Camberoque. De nombreuses galeries ont exposé ses photos comme la Galerie du Château d'eau de Toulouse, les rencontres d'Arles, le Centre Pompidou à Paris ou encore la Fondation Miró à Barcelone.
Charles Camberoque est internationalement reconnu par ses pairs. Il fut quelques années professeur de photographie au sein de l'École des Beaux-Arts de Montpellier. Ses enseignements ont été récompensés en 2009 quand deux de ses étudiants, David Falco et Mehdi Melhaoui, ont obtenu respectivement le fameux prix Kodak (équivalent du Goncourt pour la photo) et le 2d prix du magazine Géo.
Charles Camberoque porte son regard de photographe sur l'homme et ses identités. Il réalise des images à la recherche de l'universel dans le particulier. Ses photos connaissent partout un accueil chaleureux depuis les villes Chinoises jusqu'aux galeries européennes : Château d'Eau à Toulouse, Rencontres Photographiques d'Arles, Centre Georges Pompidou à Paris, Fondation Juan Miro ou Primavera Fotografica de Barcelone,.

## Publications
- 1977 : La Fête en Languedoc, textes de Daniel Fabre et photographies de Charles Camberoque, éditions Privat, Toulouse, 1978  (ISBN 978-2708990258). A obtenu le Prix Méridien
- 1980 : Catalogue, exposition individuelle, galerie du Château d'Eau, Toulouse, texte de Jean Dieuzaide.
- 1985 : Els Mallorquins, éditions du Chiendent
- 1985 : Les Paillasses, conçu et mis en page par Robert Delpire, éditions Verdier
- 1987 : Édition en Espagne par Sa Nostra, de CA EIVISSENC
- 1990 : Réédition de La Fête en Languedoc par éditions Privat avec une nouvelle introduction de Daniel Fabre et de nouvelles photos
- 1990 : L'instant d'après, préface de Michel Polac
- 1994 : La trame du réel, Institut Français de Thessalonique
- 1994 : Anastenaria, Institut Français de Thessalonique
- 1994 : C.Camberoque, photographies 1975-1993, textes de Gilles Mora et Jean Arrouye, éditions les Cahiers de la photographie
- 1997 : Monde d'Oc, Centre international de recherche et de documentation occitanes.
- 1998 : Le Jeu de balle au tambourin, éditions Bibliothèque 42
- 1999 : 368 jours, la fête, la vie..., éditions Bibliothèque 42
- 2004 : Traditions et rites méditerranéens, Château Borély, Marseille
- 2005 : Un nuevo invento: la escritura luminos texte, dans l’ouvrage Para qué fotografiar, Universidad Internacional Menéndez Pelayo, Hueca Imagen
- 2006 : Pézenas, scène de vie, Montpellier, Cardabelle coll., 2006  (ISBN 2-914126-04-2).
- 2013 : Le Circuit oublié, Edition Les Communications de la Clastre
- 2015 : La bataille mise en scène, Edition Musée des Beaux-Arts de Carcassonne
- 2016 : Marcelle Delpastre, à fleur de l'âme, texte de Miquèla Stenta et photographies de Charles Camberoque, édition Vent Terral coll., 2016 (ISBN 978-2-85927-118-3).

## Filmographie
- Entre 1983 et 1989 Charles Camberoque tourne comme caméraman une soixantaine de films d’entreprise pour la société Vidéo Village
- 1984 tourne pour TF1 les images du générique de la Coupe Davis
- 1984 réalise un film au banc titre: Photo de Chine
- 1985 réalise avec B. Danon un film sur La Gravure
- 1994/96 réalise avec B. Danon une série de 25 courts reportages sur les lauréats du concours de L’A.M.E.
- 1995 réalise une séquence commandée par la TV Suisse Romande pour l’émission Temps Présent
- 1998 réalise avec B. Danon un film sur L’Hôpital Arnaud de Villeneuve
- 1998 réalise le film Jean Camberoque vu par Charles Camberoque
- 1999 réalise avec B. Danon un film sur La Danse de la Mort, fête religieuse en Catalogne
- 2003 réalise avec B. Danon le film sur Les États généraux de la Psychiatrie
- 2003 réalise avec B. Danon le film Le regard des mots